# Panama na Letnich Igrzyskach Olimpijskich 2024
Panamę na Letnich Igrzyskach Olimpijskich 2024 reprezentowało ośmioro zawodników: trzech mężczyzn i pięć kobiet. Był to 19. start reprezentacji na letnich igrzyskach olimpijskich.

## Medaliści
| Medal | Zawodnik      | Dyscyplina | Konkurencja     | Data        |
| ----- | ------------- | ---------- | --------------- | ----------- |
|       | Atheyna Bylon | Boks       | do 75 kg kobiet | 10 sierpnia |

## Skład reprezentacji

### Boks
| Zawodnik      | Konkurencja | 1/16             | 1/8              | Ćwierćfinał      | Półfinał           | Finał            | Finał   | Źródło |
| Zawodnik      | Konkurencja | Przeciwnik Wynik | Przeciwnik Wynik | Przeciwnik Wynik | Przeciwnik Wynik   | Przeciwnik Wynik | Miejsce | Źródło |
| ------------- | ----------- | ---------------- | ---------------- | ---------------- | ------------------ | ---------------- | ------- | ------ |
| Atheyna Bylon | -75 kg (k)  | —                | Chazarowa W 4-1  | Wójcik W 3-2     | Cindy Ngamba W 4-1 | Li Qian P 1–4    | srebro  | [ 2 ]  |

### Judo
| Kristine Jiménez | do 57 kg (k) | Dahouk W 10-00 | Deguchi P 00-10 | NQ | NQ | NQ | NQ |

### Kolarstwo

#### Kolarstwo szosowe
| Zawodnik           | Konkurencja                    | Czas    | Pozycja | Źródło |
| ------------------ | ------------------------------ | ------- | ------- | ------ |
| Franklin Archibold | Wyścig ze startu wspólnego (m) | 6:39,27 | 67.     | [ 3 ]  |

### Lekkoatletyka

#### Konkurencje biegowe
| Zawodnik        | Konkurencja            | Eliminacje | Eliminacje | Repasaże | Repasaże | Półfinał | Półfinał | Finał | Finał   | Źródło | Źródło |
| Zawodnik        | Konkurencja            | Wynik      | Miejsce    | Wynik    | Miejsce  | Wynik    | Miejsce  | Wynik | Miejsce |        |        |
| --------------- | ---------------------- | ---------- | ---------- | -------- | -------- | -------- | -------- | ----- | ------- | ------ | ------ |
| Gianna Woodruff | 400 m przez płotki (k) | 54,93      | 5.         | 55,10    | 3.       | —        | —        | —     | —       |        |        |
| Arturo Deliser  | 100 m (m)              | 10,35      | 7.         | —        | —        | —        | —        | —     | —       |        |        |

### Pływanie
| Zawodnik           | Konkurencja              | Eliminacje | Eliminacje | Półfinał | Półfinał | Finał | Finał | Źródło |
| Zawodnik           | Konkurencja              | Czas       | Poz.       | Czas     | Poz.     | Czas  | Poz.  | Źródło |
| ------------------ | ------------------------ | ---------- | ---------- | -------- | -------- | ----- | ----- | ------ |
| Tyler Christianson | 200 m st. klasycznym (m) | 2:15,62    | 22.        | NQ       | NQ       | NQ    | NQ    |        |
| Emily Santos       | 100 m st. klasycznym (k) | 1:09,94    | 30.        | NQ       | NQ       | NQ    | NQ    | [ 4 ]  |